# Bizeljska Vas
Bizeljska vas é um assentamento localizado no município de Brežice na Eslovênia. Possuía uma população estimada de 43 habitantes em 2020.